# Vườn quốc gia Phước Bình
Vườn quốc gia Phước Bình thuộc xã Phước Bình, huyện Bác Ái, tỉnh Ninh Thuận. Thành lập theo Quyết định số 822/QĐ-TTg ngày 8 tháng 6 năm 2006 do phó thủ tướng Nguyễn Tấn Dũng ký quyết định chuyển Khu bảo tồn thiên nhiên Phước Bình thành Vườn quốc gia Phước Bình trong hệ thống các khu rừng đặc dụng của Việt Nam. 

## Vị trí địa lý
Tọa độ: Từ 11°58′32″ tới 12°10′00″ vĩ bắc và 108°41′00″ tới 108°49′05″ kinh đông.
Ranh giới:
- Phía Đông giáp: huyện Khánh Vĩnh, tỉnh Khánh Hoà.
- Phía Tây giáp: Rừng phòng hộ đầu nguồn Thủy điện Đa Nhim, tỉnh Lâm Đồng.
- Phía Nam giáp: Công ty Lâm nghiệp Tân Tiến, tỉnh Ninh Thuận.
- Phía Bắc giáp: Vườn quốc gia Bi Doup - Núi Bà, tỉnh Lâm Đồng và công ty Lâm sản Khánh Hoà tỉnh Khánh Hoà.Ban QLR Phòng Hộ Nam Khánh Hoà

Địa hình địa mạo:
Vườn có tổng diện tích gần 25 000 ha, góp phần bảo tồn sinh cảnh rừng tự nhiên của hệ sinh thái rừng vùng núi cao, đồng thời cùng với Vườn quốc gia BiDoup - Núi Bà ở Lâm Đồng để tạo thành một vùng bảo tồn thiên nhiên rộng lớn, góp phần cho việc bảo tồn đa dạng sinh học ở vùng Tây Nguyên và Nam Trung Bộ. Bảo tồn sinh cảnh rừng tự nhiên tiêu biểu, độc đáo của hệ sinh thái rừng vùng núi cao với các kiểu rừng: rừng kín thường xanh, rừng mưa ẩm nhiệt đới; rừng hỗn hợp cây lá rộng và cây lá kim á nhiệt đới; rừng lá kim; rừng thưa cây họ dầu tiêu biểu cho kiểu rừng khô hạn của tỉnh Ninh Thuận.
Ngoài ra, vườn còn có nhiệm vụ góp phần nâng cao năng lực phòng hộ đầu nguồn nước cho hệ thống sông Cái của tỉnh Ninh Thuận nhằm phục vụ các hoạt động sản xuất và đời sống, phát triển kinh tế - xã hội của vùng Nam Trung Bộ.
Vườn có 3 phân khu chức năng:
- Phân khu bảo vệ nghiêm ngặt
- Khu phục hồi sinh thái
- Phân khu hành chính - dịch vụ

## Động thực vật
Vườn quốc gia Phước Bình có 1.225 loài thực vật và 327 loài động vật quý hiếm.